# Њен пријатељ Филип
„Њен пријатељ Филип” је југословенски ТВ филм из 1979. године. Режирао га је Адемир Кеновић а сценарио су написали Ненад Ешпек и Ивана Тутман Славнић.

## Улоге
| Глумац             | Улога |
| ------------------ | ----- |
| Горан Султановић   |       |
| Етела Пардо        |       |
| Мирољуб Лешо       |       |
| Свјетлана Кнежевић |       |
| Васја Станковић    |       |
| Влајко Шпаравало   |       |
| Ратко Петковић     |       |
| Миленко Видовић    |       |
| Фарук Арнаутовић   |       |
| Владо Гаћина       |       |
| Кемал Хрустановић  |       |
| Миодраг Брезо      |       |
| Раде Чоловић       |       |